# WH Group
WH Group Limited (bis Januar 2014 Shuanghui International Holdings Limited, international auch aufgetreten als Shineway Group) ist ein international agierender Konzern der Fleischindustrie mit Wurzeln in der Volksrepublik China. Er ist der größte Schweinefleischproduzent und -verarbeiter der Welt (Stand 2023).

## Geschäftsfelder, Marktposition, Kennzahlen
Die Hauptgeschäftsfelder sind abgepacktes Fleisch, Frischfleisch und Schweineproduktion, weitere Bereiche sind Lebensmittelaromen und Transportlogistik.
Die WH Group ist mit 1,11 Millionen Sauen (2014) der mengenmäßig größte Schweineproduzent und mit 47,2 Millionen Schlachtungen pro Jahr auch der größte Schweinefleischverarbeiter der Welt sowie Marktführer in China und den USA, war dies bis 2015 auch in großen Teilen Europas.

## Struktur
Der Konzern besteht (Stand 2015) aus den Teilgruppen Henan Shuanghui Investment & Development (Asien, v. a. China) und Smithfield Foods (v. a. USA).
Der juristische Sitz der WH Group Limited ist aus steuerlichen Gründen auf den Cayman Islands registriert, einem britischen Überseegebiet. Die operative Hauptverwaltung des Konzerns befindet sich in Luohe, in der chinesischen Provinz Henan.

## Geschichte

### Anfänge
Die Luohe Cold Storage, ein volkseigener Fleischverarbeitungsbetrieb in Luohe, wurde 1958 gegründet.
1984 wurde Wan Long Vorsitzender. 1998 firmierte das Unternehmen als Henan Shuanghui Industrial Co., Ltd. und wurde an der Shenzhen Stock Exchange gelistet.

### Übernahme durch CDH und Goldman Sachs
2006 wurde das Unternehmen von der CDH Investment Bank und Goldman Sachs übernommen. Goldman Sachs stieß seine Anteile gegen einen großen Profit später wieder ab.

### Übernahme von Smithfield Foods
Mitte des Jahres 2013 übernahm Shuanghui International für rund 4,7 Mrd. Dollar die Mehrheit am bis dahin weltgrößten Schweinefleischkonzern, dem US-amerikanischen Unternehmen Smithfield Foods. Mit der Übernahme erhielt Shuanghui auch etwa 37 % Anteil am größten europäischen Fleischverarbeiter Campofrío Food Group (CFG); diese Beteiligung wurde Mitte 2015 an den Mehrheitspartner, den zum mexikanischen Mischkonzern Grupo Alfa gehörenden Lebensmittelhersteller Sigma Alimentos, verkauft.

### Umbenennung
Im Januar 2014 benannte sich Shuanghui International um in WH Group. Der Name ist abgeleitet von Wanzhou Holdings, wobei das chinesische Schriftzeichen Wan für Ewigkeit und Zhou für Kontinente steht. Das Logo symbolisiert die vier Weltmeere zwischen den fünf Kontinenten.

### Börsengang
Vor allem, um ihre Schulden aus der Übernahme von Smithfield zu reduzieren, plante die WH Group zunächst, im April 2014 an die Börse von Hongkong zu gehen, der IPO sollte durch eine Rekordanzahl von 29 Konsortialbanken begleitet werden, davon sieben Bookrunner. Erhofft wurde, dadurch über 5 Mrd. Dollar von Investoren einzusammeln. Da die Nachfrage jedoch wegen der zu hohen Preisvorstellungen für die Aktie und anderen Umständen deutlich unter diesen Erwartungen blieb, reduzierte man den Umfang der Emission um zwei Drittel und verschob schließlich den Börsengang. Beim zweiten Anlauf im Sommer war das Angebot von 2,57 Mrd. Aktien mehrfach überzeichnet, insbesondere die für Privatinvestoren reservierten Anteile. Erzielt wurden nun Einnahmen von über 2 Mrd. Dollar (umgerechnet 1,5 Mrd. Euro). Die Emission wurde diesmal von nur noch sieben Banken betreut, Konsortialführer waren BOC International (eine Tochter der Bank of China) und Morgan Stanley. Erster Handelstag der Aktie war der 5. August 2014.
Seit dem 4. September 2017 ist die WH Group im Hang Seng Index gelistet.

### Weitere Übernahmen im Ausland
Über Smithfield Foods wurden 2017 drei Tochterunternehmen der polnischen Pini-Gruppe übernommen, wodurch Smithfield seine Marktposition als größter Fleischverarbeiter Polens festigte. Die Erwerbungen wurden in die bestehende polnische Smithfield-Tochterfirma Animex eingegliedert. Ebenfalls 2017 wurden drei Schweinefleischfabriken sowie mehrere Verteilzentren in Rumänien übernommen.

## Besitzverhältnisse
Die Hauptaktionäre der WH Group waren mit Stand Juli 2025:
| Aktionär                                                                      | Anteile |
| ----------------------------------------------------------------------------- | ------- |
| Rise Grand Group Ltd. (wird kontrolliert von leitenden Managern der WH Group) | 39,20 % |
| Mondrian Investment Partners Ltd.                                             | 4,99 %  |
| BlackRock Fund Advisors                                                       | 3,02 %  |

Bis Oktober 2016 veräußerte CDH in zwei Tranchen einen großen Teil seiner Beteiligung. Ein Teil der verkauften Anteile ging an die Rise Grand Group.